# Die Stunde Null (Theaterstück)
Die Stunde Null ist ein Theaterstück des Schauspielers Friedrich Kolander, das 1953 mit dem Gerhart-Hauptmann-Preis der Freien Volksbühne Berlin ausgezeichnet wurde. Seine Uraufführung erfuhr das Vier-Personen-Stück in fünf Szenen,  die in der Einsamkeit der Berge die Überlebenden eines Flugzeugunglücks, nach ihrer Rettung aus den Flammen,  in Erwartung ihres Todes zeigen,  am Staatstheater Braunschweig im Jahr 1952.
Es wurde auch als vertontes Hörspiel im NWDR adaptiert, wurde mit Carl Raddatz, Friedel Schuster, Paul Bildt und Ina Halley realisiert und am  4. März 1954 ausgestrahlt.